# Josu Bergara López
Josu Bergara López (Baracaldo, Vizcaya, 12 de agosto de 1978) es un político español de ideología nacionalista vasca. Actualmente es juntero en las Juntas Generales de Vizcaya.
Anteriormente desempeñó el cargo de director general de Administración Pública de la Diputación Foral de Vizcaya (2021-2023). También fue Alcalde de Sestao desde el 11 de junio de 2011 hasta el 20 de abril de 2021.

## Biografía

### Inicios
Nació el 12 de agosto de 1978 en Sestao. Se afilió al EAJ-PNV en 1996 tras haber formado parte de Euzko Gaztedi Indarra (EGI), las juventudes de dicho partido, desde unos años antes.

### Cargos políticos e institucionales
Comenzó su andadura política como miembro de la Junta Municipal de EAJ-PNV en Sestao. En 2007 fue elegido concejal de EAJ-PNV en el Ayuntamiento de Sestao y entre 2008 y 2011 ejerció como portavoz del grupo municipal nacionalista.
El 23 de junio de 2009 fue nombrado director general de Igualdad y Derechos Ciudadanos dependiente del Gabinete del Diputado General de la Diputación de Vizcaya tras la renuncia de Iñigo Iturrate tras ser elegido parlamentario vasco en las elecciones autonómicas del mismo año, cargo que compatibilizó con sus labores de concejal en el Ayuntamiento de Sestao.

### Alcaldía de Sestao
El 11 de junio de 2011 es investido Alcalde de Sestao, el 55.º de su historia y el 7.º desde la Transición.
En abril de 2014, la Asamblea Municipal de EAJ-PNV de Sestao reelige a Josu Bergara por unanimidad como candidato a la Alcaldía de Sestao para las próximas elecciones municipales de mayo de 2015.
En mayo de 2014 saltó al panorama nacional tras ser acusado por SOS Racismo de negar el empadronamiento a inmigrantes, denunciándole ante el Tribunal Superior de Justicia del País Vasco, quedando absuelto de dichos cargos en dos ocasiones. La denuncia venía acompañada de unas grabaciones en las que presuntamente Bergara afirmaba que "la mierda no viene a Sestao". Medios nacionales se hicieron eco de estas grabaciones tachando de xenófobo al alcalde. Pocos días después de esta denuncia, centenares de vecinos se echaron a la calle para apoyar al primer edil. El caso se encuentra actualmente en el Tribunal Constitucional tras el recurso de la asociación denunciante.
El 24 de mayo de 2015 vuelve a ganar las elecciones como candidato de EAJ-PNV Sestao por mayoría absoluta, obteniendo un total de 13 concejales, cinco más que en 2011.
Esta mayoría absoluta de EAJ-PNV se ve revalidada en las elecciones municipales de 2019, siendo de nuevo reelegido para el puesto.
El 20 de abril de 2021 renuncia a su cargo de alcalde y entrega su acta de concejal tras ser nombrado director general de Administración Pública de la Diputación Foral de Vizcaya.